# Trophée Ironman
Pour les articles homonymes, voir Homme de fer (sport).
Le prix Homme de fer (en anglais : Ironman Award), est un trophée de hockey sur glace. Il était remis au joueur ayant pris part à toutes les rencontres de son club en saison régulière et s'étant démarqué par sa contribution au succès de son équipe dans la ligue internationale de hockey. Le prix fut décerné de 1989 à 2001, année de la dissolution de la ligue. 

## Gagnants du trophée
| Année | Gagnant           | Équipe                   |
| ----- | ----------------- | ------------------------ |
| 1989  | Michel Mongeau    | Spirits de Flint         |
| 1990  | Bob Lakso         | Komets de Fort Wayne     |
| 1991  | Jim Johannson     | Ice d'Indianapolis       |
| 1992  | Dave Michayluk    | Lumberjacks de Muskegon  |
| 1993  | Dave Michayluk    | Lumberjacks de Cleveland |
| 1994  | Colin Chin        | Komets de Fort Wayne     |
| 1995  | Jean-Marc Richard | Thunder de Las Vegas     |
| 1996  | Sergejs Žoltoks   | Thunder de Las Vegas     |
| 1997  | Brad Werenka      | Ice d'Indianapolis       |
| 1998  | Doug Ast          | Ice Dogs de Long Beach   |
| 1999  | Stan Drulia       | Vipers de Détroit        |
| 2000  | Steve Maltais     | Wolves de Chicago        |
| 2001  | Brian Chapman     | Moose du Manitoba        |